# Silvia Marzagalli
 (septembre 2023).
Silvia Marzagalli, née en 1964, est une historienne italienne, professeure d'histoire moderne à l'université Nice-Sophia-Antipolis, spécialiste du commerce maritime au XVIIIe siècle.

## Biographie
Silvia Marzagalli soutient une thèse de doctorat sur le blocus continental à Bordeaux, Hambourg et Livourne de 1806 à 1813, en cotutelle à l'Institut universitaire européen de Florence et l'EHESS, sous la direction de Stuart Woolf et de Louis Bergeron, puis obtient une habilitation universitaire à l'université de Paris I sous la direction d'Alain Cabantous sur Bordeaux et les États-Unis de 1786 à 1815.
Elle est professeure d'histoire moderne à l'Université de Nice depuis 2005, membre senior de l'Institut universitaire de France de 2012 à 2017, et responsable de l'axe 3 'L'Europe et ses 'Autres' de la MSHS du Sud-Est de 2011 à 2017. Elle a dirigé le Centre de la Méditerranée moderne et contemporaine de 2010 à 2014.
Silvia Marzagalli a coordonné le programme ANR Navigocorpus de 2007 à 2011 et coordonne le programme ANR Portic (2019-2023).

## Principales publications
- « Opportunités et contraintes du commerce colonial dans l'Atlantique français au XVIIIe siècle : le cas de la maison Gradis de Bordeaux », Outre-Mers. Revue d'histoire,‎ 2009, p. 87-110 (lire en ligne)
- Comprendre la traite négrière atlantique, avec un dossier documentaire et un CD pédagogique réalisé par l’équipe du CRDP, Bordeaux, CRDP, 2009.
- avec Michel Biard et Philippe Bourdin, Révolution Consulat et Empire (Histoire de France, sous la direction de Joël Cornette), Paris, Belin, 2009, 715 p.
- Avec Pierre-Yves Beaurepaire, Michel Biard, Philippe Bourdin, Hervé Drevillon, et Philippe Hamon, Le Grand Atelier de l'Histoire de France. Les Temps modernes, Paris, Belin, 2012, 456 p.
- « Villes et changements de souveraineté en Méditerranée», avec Jean-Pierre Pantalacci,, dossier thématique des Cahiers de la Méditerranée, n° 86, juin 2013, p. 15-218.
- De Bonaparte à Napoléon, Paris, Belin, 2014, 195 p.
- Bordeaux et les États-Unis, 1776 – 1815 : politique et stratégies négociantes dans la genèse d’un réseau commercial, Genève, Droz, 2015, 559 p. (prix Vovard de l’Académie nationale des sciences, belles-lettres et arts de Bordeaux, 2016).
- (dir.) Les consuls en Méditerranée, agents d’information, XVIe – XXe siècle, Paris, Classiques Garnier, 2015, 381 p.
- avec Pierre-Yves Beaurepaire, Atlas de la Révolution française. Un basculement mondial, 1770-1804. Paris, Autrement, rééd. 2016, 95 p.
- avec Leos Müller, « In apparent disagreement with all law of nations in the world”: negotiating neutrality for shipping and trade during the French Revolutionary Wars », International Journal of Maritime History, Vol. 28(1), February 2016, p. 108-192.*
- Les études consulaires à l’épreuve de la Méditerranée, dossier coordonné par Silvia Marzagalli et Jörg Ulbert, Cahiers de la Méditerranée, 93, décembre 2016, p. 9-75.
- ‘De l’intérêt d’être consul’, dossier coordonné par Silvia Marzagalli et Jörg Ulbert, Cahiers de la Méditerranée, 98 (juin 2019), p. 7-177.
- The United States and the Mediterranean during the French Wars (1793-1815), in Jari Eloranta, Eric Golson, Peter Hedberg and Maria Cristina Moreira (eds.), Small and Medium Powers in Global History. Importance of Trade, Conflicts, and Neutrality from the 18th to the 20th Centuries, Londres et New York, Routledge, 2019, p. 52-72.
- Avec Pierre-Yves Beaurepaire, Atlas de la Révolution française. Un basculement mondial, 1776-1804. Paris, Autrement, 2021, 95 p. (3e éd. revue et augmentée)
- Atlas de la navigation en France à la veille de la révolution, cartographie de Patrick Pentsch (d), 224 p., Presses universitaires de Rennes, 2023  (ISBN 978-2-7535-9283-4), Grand prix de l'Académie de marine 2024